# The Soundhouse Tapes
The Soundhouse Tapes è il primo EP del gruppo musicale britannico Iron Maiden, pubblicato il 9 novembre 1979 dalla Rock Hard Records, etichetta discografica creata dal gruppo.
Negli anni successivi alla sua pubblicazione vennero creati vari bootleg e nel 2002, in corrispondenza con la ristampa di tutta la discografia del gruppo, la EMI decise di ristampare ufficialmente questo lavoro inserendolo nel catalogo ufficiale del gruppo.

## Descrizione
Il disco contiene tre brani: Iron Maiden, Invasion e Prowler. Il primo ed il terzo pezzo, in versioni differenti, saranno successivamente inserite nell'album d'esordio del gruppo mentre Invasion apparirà come lato B del singolo Women in Uniform. Il 7" venne autoprodotto dal gruppo (reso possibile grazie al contributo economico della nonna del bassista Steve Harris) e fu stampato originariamente in 5000 copie. Il nastro dello studio costò 200 sterline.
Oltre ai tre brani comparsi sul disco, gli Iron Maiden registrarono anche una prima versione di Strange World (presente nella raccolta Best of the Beast), anch'esso successivamente apparso nell'album d'esordio del gruppo in versione differente. La cassetta demo fini nelle mani del DJ Neal Kay, del locale culto per la New Wave of British Heavy Metal, Bandwagon Soundhouse, da cui il nome della pubblicazione. Il DJ mise in rotazione i brani degli Iron Maiden e ben presto Prowler divenne uno dei brani più richiesti dal pubblico del locale. Le copie vennero vendute per corrispondenza e si esaurirono nel giro di una settimana.

## Tracce
Testi e musiche di Steve Harris.
1. Iron Maiden – 4:01
2. Invasion – 3:07
3. Prowler – 4:20

## Formazione
- Paul Di'Anno – voce
- Dave Murray – chitarra
- Paul Cairns – chitarra (non accreditato)[5]
- Steve Harris – basso, cori
- Doug Sampson – batteria